# Антоновский сельсовет (Архаринский район)
Антоновский сельсовет — муниципальное образование со статусом сельского поселения в составе Архаринского района Амурской области. Административный центр — село Антоновка.

## История
18 ноября 2005 года в соответствии с Законом Амурской области № 91-ОЗ муниципальное образование наделено статусом сельского поселения.

## Население
| 2002 | 2010 | 2011 | 2012 | 2013 | 2014 | 2015 |
| ---- | ---- | ---- | ---- | ---- | ---- | ---- |
| 343  | ↘170 | ↘169 | ↘168 | ↘162 | ↘146 | ↘137 |
| 2016 | 2017 | 2018 | 2019 | 2020 | 2021 |      |
| ↘120 | ↘107 | ↘95  | ↘89  | ↘88  | ↗113 |      |

## Состав
В состав городского округа входят 2 населённых пункта:
| № | Населённый пункт | Тип населённого пункта       | Население |
| - | ---------------- | ---------------------------- | --------- |
| 1 | Антоновка        | село, административный центр | ↘91       |
| 2 | Красная Горка    | село                         | →4        |